# Diva Destruction
Diva Destruction é um projeto americano de darkwave e rock gótico. Foi formado pela cantora/compositora
Debra Fogarty em 1998.

## História
Diva Destruction foi formada em 1998 pela cantora/compositora Debra Fogarty. Pouco depois, a Diva Destruction assinou com a gravadora de música alemã Alice In... do grupo da gravadora Dark Dimensions. Diva Destruction também é assinada pela Metropolis Records na América do Norte.

## Formação
Membros atuais
- Debra Fogarty - vocais, letras, composições, teclados, programação de bateria e produção em todos os álbuns
- Jimmy Cleveland - baterista e percussionista original

ex-integrantes
- Benn Ra - guitarras, programação e produção em Exposing the Sickness
- Sharon Stone - vozes de backup em Exposing the Sickness e performances ao vivo
- Anthem - kit de bateria (performances ao vivo e gravação de Exposing the Sickness)
- Severina Sol - vocais, letras

## Discografia
Álbuns
- 2000:  Passion's Price
- 2003:  Exposing the Sickness
- 2006:  Run Cold

Single
- 2023: Break Free

Faixas exclusivas que aparecem em compilações
- Unquiet Grave 2000 – The Broken Ones
- Der Seelen Tiefengrund 3 · Music for Candlelight & Redwine – Hate You To Love You
- Unquiet Grave III: Unearthing the Ground – Enslaved
- Zillo Romantic Sounds 3 – Lover's Chamber
- Orkus Compilation IV – Tempter
- Sonic Seducer Cold Hands Seduction Vol. 63 – Rewriting History
- Anyone Can Play Radiohead - Climbing Up The Walls
- A Gothic Tribute To The Cocteau Twins - Persephone

Aderlass Vol. 1